# Vuelve temprano
Vuelve temprano es una telenovela chilena de género dramático-policial producida y emitida por Televisión Nacional de Chile durante el primer semestre de 2014. Es protagonizada por Amparo Noguera, Francisco Reyes y Matías Assler.

## Argumento
La historia creada por la guionista chilena, Daniella Castagno relata la vida de Clara (Amparo Noguera) y Santiago (Francisco Reyes), quienes parecen tener la vida perfecta: ella es una exitosa conductora de noticias y él, un abogado muy prestigioso. Para ellos la familia es fundamental, aunque conocen poco a sus hijos: ignoran que Isidora (Josefina Fiebelkorn) está embarazada; que Florencia (Fernanda Ramírez) vive conectada virtualmente a un mundo que se le hará más complejo; e Ignacio (Matías Assler), el mayor, aunque es un estudiante destacado y un hijo ejemplar, podría ocultar un pasado que empieza a asomarse cuando lo encuentran muerto tras un supuesto accidente automovilístico.
Ahora la vida de Clara y su familia se transforma. Deben levantarse desde el dolor de perder a un ser querido para lanzarse a la investigación acerca de quién está detrás de su muerte. ¿Por qué mataron a Ignacio? ¿Por pasión, por drogas, por venganza? Esas preguntas moverán a Clara a dejar de lado su carrera como una de las periodistas más creíbles del país y luchar por la búsqueda de una verdad que cada vez se hace más oscura.
Para el comisario Antonio Fuenzalida (Francisco Melo) cualquiera de los cercanos a Ignacio podría tener la respuesta sobre su muerte. El detective Manuel Carvacho (Matías Oviedo) ve en el caso algo más que un simple homicidio por accidente. Y la fiscal Loreto (Claudia Pérez) se enredará demasiado en el círculo cercano de la víctima.
¿Cuántos secretos estarán dispuestos a revelar los que conocían a Ignacio? Su amigo Gabriel (Pedro Campos) ¿confesará que la última vez que se vieron terminaron a golpes?; Pablo (Jorge Arecheta), otro de sus mejores amigos, revelará la cercanía que Ignacio tenía con las drogas? ¿Qué pasará cuándo se descubra que Hans (Santiago Tupper), el dueño de una discoteca, sentía profundos celos por la relación que Ignacio mantenía con su novia Denisse (Andrea Velasco)? Catalina (Constanza Contreras), la pareja de Ignacio, ¿será capaz de asumir que la última vez que lo vio fue para encararlo por su infidelidad?
Así se revela ante los ojos de Clara una verdad que desconocía: quién era verdaderamente su amado hijo Ignacio y quiénes podrían tener razones para deshacerse de él. El gran contenedor emocional será su colega Francisco (Marcelo Alonso) y su esposa Maite (Patricia Rivadeneira). Por otro lado, la hermana de Clara, Renata (Viviana Rodríguez) llegará a vivir con ella para hacerse cargo de sus sobrinas. Y su cuñado, el padre Miguel Goycolea (Andrés Velasco), vivirá la fuerte dicotomía de ser parte de una congregación religiosa y luchar por aclarar la verdad en la muerte de su sobrino. Nadie sospecha que la sensibilidad de perder a un ser querido los hará vulnerables para confundir sus emociones.

## Reparto
- Amparo Noguera como Clara Arancibia
- Francisco Reyes como Santiago Goycolea
- Francisco Melo como Antonio Fuenzalida
- Matías Oviedo como Manuel Carvacho
- Marcelo Alonso como Francisco Valenzuela
- Patricia Rivadeneira como Maite Soler
- Andrés Velasco como Miguel Goycolea
- Viviana Rodríguez como Renata Arancibia
- Claudia Pérez como Loreto Rodríguez
- Santiago Tupper como Hans Troncoso[5]
- Andrea Velasco como Denisse Moya / Candy
- Matías Assler como Ignacio Goycolea
- Pedro Campos Di Girolamo como Gabriel Castro
- Josefina Fiebelkorn como Isidora Goycolea
- Jorge Arecheta como Pablo Valenzuela
- Constanza Contreras como Catalina Echenique
- Fernanda Salazar como Florencia Goycolea

## Producción

### Rodaje
El lunes 4 de noviembre de 2013 en la comuna de Lo Barnechea y en las inmediaciones del canal, TVN dio inicio a la grabación de su primera teleserie del año. La historia, que dirige Víctor Huerta, lleva varias semanas en trabajo de preproducción para dar el puntapié inicial a su registro de escenas que se extenderá por los próximos siete meses. Con un elenco que componen más de 15 actores, la trama que escribe un equipo liderado por Daniella Castagno grabará en distintas comunas de la capital como Ñuñoa, Buin, Santiago, Lo Barnechea y Providencia, entre otros lugares. Las grabaciones se extendieron hasta el 30 de mayo. Las grabaciones empezaron el 4 de noviembre de 2013, y terminaron el 30 de mayo de 2014.

### Promoción
- El 30 de octubre, TVN estrena un teaser, lo que forma parte de la primera fase de la campaña publicitaria. Para ello se desplegarán en pantalla una serie de piezas individuales con los actores del elenco, cuyo objetivo inicial es instalar la temática central de la novela. Así esta campaña, que suma cuatro etapas, comienza su periplo en pantalla de la mano creativa de la agencia Porta y la productora Fábula, quienes se encargaron de realizar estas primeras cápsulas bajo la mirada del director Sebastián Rendic.

- El martes 26 de noviembre, y en medio de los comerciales de su noticiero central, Vuelve temprano estrenó una nueva pieza publicitaria, esta vez enfocada en los excesos del mundo juvenil, y cuyo protagonista recae en el actor Matías Assler,[6] quien dará vida al asesinado Ignacio.

- El martes 3 de diciembre en el noticiario central TVN estrenó el nuevo spot de su próxima nocturna, Vuelve temprano. El video es relatado por el personaje de Amparo Noguera, quien explica cómo fueron los últimos días de su hijo antes de su muerte, momento en que comienza una incansable lucha por saber la verdad de lo que ocurrió ese día.

## Final
En la comisaría se reúnen el Detective Manuel y el Comisario Antonio para convencer a Clara de que tenga la valentía de enfrentar a Santiago ya que este esta enfermo, Manuel y Antonio deciden concurrir junto a Clara a la Hacienda de Santiago. 
Clara se comunica con Santiago pidiéndole que deben conversar para aclarar los acontecimientos que desembocaron en la muerte de Ignacio y le señala a Santiago que ella está haciendo un esfuerzo, Santiago accede a la petición de Clara no sin antes recordarle que si concurría a su hacienda acompañada de alguien sería su última oportunidad ya que además Santiago tiene secuestrado al nieto de ambos.  
En el lugar se reúnen Clara y Santiago, este último le confiesa a Clara su obsesión con menores de edad, le señaló que fue el quien intercedio dándole un te a ella para que no se diera cuenta de los hechos le dice que mató a su hijo desbarrancando su auto para evitar que el sufriera. 
En tanto el Comisario Fuenzalida le pide a Carvacho que le dispare con su arma de servicio argumentando que fue el quien ayudó a encontrar a Santiago, Carvacho no obedece la orden del comisario y entregó su arma para que Fuenzalida se suicidara y finalmente lo hizo.
Santiago dice a Clara que tienen un futuro por delante junto a su nieto pero Clara se niega a hacerlo y demuestra que las declaraciones de él ya fueron registradas por la policía.
Santiago furioso da una cachetada a Clara y finalmente Santiago es capturado por los detectives mientras que Clara recupera a su nieto junto a sus hijas. 
Por otra parte, Hans finalmente es arrestado y encarcelado por ser parte de la red de prostitución infantil, recibiendo su merecido.
El final de la teleserie se filtró en internet por lo que el canal anunció acciones legales por la filtración de fotos del final.

## Premios y nominaciones
| Año  | Premio                                | Categoría                                                                      | Nominados                | Resultados |
| ---- | ------------------------------------- | ------------------------------------------------------------------------------ | ------------------------ | ---------- |
| 2014 | Copihue de Oro                        |                                                                                |                          |            |
| 2014 | Copihue de Oro                        | Mejor actriz                                                                   | Amparo Noguera           | Nominada   |
| 2014 | Copihue de Oro                        | Mejor actor                                                                    | Francisco Melo           | Nominado   |
| 2015 | Premios TV Grama 2014                 | Mejor teleserie nacional                                                       | Mejor teleserie nacional | Nominada   |
| 2015 | Premios TV Grama 2014                 | Mejor actor                                                                    | Francisco Reyes          | Nominado   |
| 2015 | Premios Fotech                        |                                                                                |                          |            |
| 2015 | Mejor teleserie                       | Mejor teleserie                                                                | Nominada                 |            |
| 2015 | Mejor actriz principal de teleseries  | Amparo Noguera                                                                 | Nominada                 |            |
| 2015 | Mejor actor principal de teleseries   | Francisco Melo                                                                 | Nominado                 |            |
| 2015 | Mejor actriz secundaria de teleseries | Andrea Velasco                                                                 | Nominada                 |            |
| 2015 | Mejor actor secundario de teleseries  | Matías Oviedo                                                                  | Nominado                 |            |
| 2015 | Mejor actor secundario de teleseries  | Santiago Tupper                                                                | Nominado                 |            |
| 2015 | Revelación actoral del año            | Jorge Arecheta                                                                 | Nominado                 |            |
| 2015 | Mejor dirección teleseries            | Víctor Huerta González y Rodrigo Meneses L.                                    | Nominados                |            |
| 2015 | Mejor guion teleseries                | Daniella Castagno, Alejandro Bruna, Felipe Rojas, Paula Parra y Raúl Gutiérrez | Nominados                |            |

## Versiones
- Vuelve temprano (2016), versión mexicana, producida por Imagen Televisión y protagonizada por Gabriela de la Garza.